# Élections régionales de 2010 en Champagne-Ardenne
Pour un article plus général, voir Élections régionales françaises de 2010.

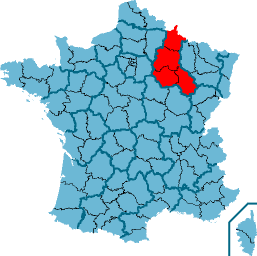
La région Champagne-Ardenne

Les élections régionales ont eu lieu les 14 et 21 mars 2010.

## Mode d'élection
Le mode de scrutin est fixé par le code électoral. Il précise que les conseillers régionaux sont élus tous les six ans.
Les conseillers régionaux sont élus dans chaque région au scrutin de liste à deux tours sans adjonction ni suppression de noms et sans modification de l'ordre de présentation. Chaque liste est constituée d'autant de sections qu'il y a de départements dans la région.
Si une liste a recueilli la majorité absolue des suffrages exprimés au premier tour, le quart des sièges lui est attribué. Le reste est réparti à la proportionnelle suivant la règle de la plus forte moyenne. Une liste ayant obtenu moins de 5 % des suffrages exprimés ne peut se voir attribuer un siège.
Sinon on procède à un second tour où peuvent se présenter les listes ayant obtenu 10 % des suffrages exprimés. La composition de ces listes peut être modifiée pour comprendre les candidats ayant figuré au premier tour sur d’autres listes, sous réserve que celles-ci aient obtenu au premier tour au moins 5 % des suffrages exprimés et ne se présentent pas au second tour. À l’issue du second tour, les sièges sont répartis de la même façon.
Les sièges étant attribués à chaque liste, on effectue ensuite la répartition entre les sections départementales, au prorata des voix obtenues par la liste dans chaque département.

## Rappel des résultats de 2004
| Tête de liste  | Tête de liste        | Liste          | Premier tour | Premier tour | Second tour | Second tour | Sièges | Sièges |
| Tête de liste  | Tête de liste        | Liste          | #            | %            | #           | %           | #      | %      |
| -------------- | -------------------- | -------------- | ------------ | ------------ | ----------- | ----------- | ------ | ------ |
|                | Jean-Paul Bachy      | PS-PCF-PRG-MRC | 141 099      | 27,94        | 228 614     | 41,89       | 28     | 57,1   |
|                | Jean-Claude Étienne* | UMP-MPF        | 134 640      | 26,66        | 217 331     | 39,83       | 18     | 30,6   |
|                | Charles de Courson   | UDF            | 56 110       | 11,11        | 217 331     | 39,83       | 18     | 30,6   |
|                | Bruno Subtil         | FN             | 99 592       | 19,72        | 99 765      | 18,28       | 6      | 12,2   |
|                | Marie-Angèle Klaine  | Verts          | 37 937       | 7,51         |             |             |        |        |
|                | Thomas Rose          | LO-LCR         | 25 247       | 5,00         |             |             |        |        |
|                | Jacques Gaillard     | MNR            | 10 360       | 2,05         |             |             |        |        |
|                |                      |                |              |              |             |             |        |        |
| Inscrits       | Inscrits             | Inscrits       | 902 663      | 100,00       | 902 573     | 100,00      |        |        |
| Abstentions    | Abstentions          | Abstentions    | 372 657      | 41,28        | 336 228     | 37,25       |        |        |
| Votants        | Votants              | Votants        | 530 006      | 58,72        | 566 345     | 62,75       |        |        |
| Blancs et nuls | Blancs et nuls       | Blancs et nuls | 25 021       | 4,72         | 20 635      | 3,64        |        |        |
| Exprimés       | Exprimés             | Exprimés       | 504 985      | 95,28        | 545 710     | 96,36       |        |        |

## Contexte régional
En 2004, le conseil régional de Champagne-Ardenne bascule à gauche pour la première fois de son histoire, au gré d'un changement de scrutin et d'une poussée nationale de la gauche. La région était alors un « bastion de droite réputé imprenable ». Avec 41,89 % des voix, le socialiste Jean-Paul Bachy avait battu le président UMP du conseil régional sortant, Jean-Claude Étienne, qui avait recueilli 39,83 % des suffrages. Le Front national mené par Bruno Subtil réalisa quant à lui un score de 18,28 %. Cette victoire de la gauche fut la plus serrée de France avec un écart de seulement deux points entre la liste de gauche et celle de droite.

## Campagne
En 2010, le président sortant part sous l'étiquette divers gauche, en tant qu'« homme libre ». Il avait été exclu du PS en 2007 pour s'être présenté aux élections législatives contre la candidate MRC, officiellement soutenue par le parti. Il reçoit cependant le soutien de son ancien parti et celui du Parti communiste, comme lors des précédentes élections régionales. La liste socialiste, communiste et radicale est à nouveau confrontée à la concurrence d'une liste écologiste. Cependant, contrairement à 2004, la perspective d'une fusion au second tour est jugée « crédible ». La tête de liste des Verts est Éric Loiselet, ancien membre du PS. Jean-Paul Bachy est également confronté au député UMP des Ardennes Jean-Luc Warsmann, qui l'a toujours battu dans la troisième circonscription des Ardennes. Celui-ci compte sur la dynamique de l'union de la droite, qui manqua en 2004, pour remporter la région. Sa campagne vise avant tout l'électorat rural champenois, traditionnellement à droite. 
Le MoDem, qui a pour tête de liste l'adjointe au maire de Pont-Sainte-Marie Marie Grafteaux-Paillard, se retrouve isolé puisque les communistes s'opposent à une possible fusion au second tour avec la liste de Jean-Paul Bachy et que de l'autre côté, François Bayrou refuse toute alliance avec l'UMP au niveau national. À l'extrême gauche, contrairement à la précédente élection, Lutte ouvrière et la LCR devenue NPA partiront séparées. Anthony Smith est à la tête d'une liste soutenue par son parti, le NPA, le Parti de gauche ainsi que les Alternatifs. Lutte ouvrière présente une liste menée par Thomas Rose, ancien conseiller régional. La liste Front national est conduite par Bruno Subtil, déjà tête de liste en 2004 et conseiller régional et municipal troyen. Il est considéré comme un « candidat chevronné » et son possible maintien inquiète la droite. Après l'échec de négociations avec le MoDem, jugé trop au centre-gauche, et l'Alliance centriste, l'Alliance écologique indépendante investit Ghislain Wysocinski, à la tête d'une liste écologiste plutôt orientée au centre-droit.
D'après Le Figaro, la Champagne-Ardenne fait partie des « sept régions où l'UMP rêve de victoire ». Le journal soutient même que le maire de Douzy et conseiller général du canton de Grandpré, Jean-Luc Warsmann, « dispose des meilleures chances de victoire ». Pourtant, les espoirs de reconquête de l'UMP sont mis à mal par un sondage OpinionWay-Fiducial en février 2010. Selon celui-ci, la gauche conserverait assez facilement la région, en cas de maintien ou non du FN au second tour. Le retrait de l'extrême droite lui permettrait même de creuser l'écart avec la droite (7 % en cas de triangulaire à 10 % en cas de duel). Un sondage TNS Sofres / Logica confirme le mois suivant cette tendance avec des écarts encore plus importants en faveur de la liste de gauche. Bruno Subtil juge ces sondages « peu crédible[s] » et vise un score entre 15 % et 20 %. Il s'étonne par ailleurs du score de 5 % de l'AEI et des reports des voix entre le premier et second tour. Jean-Paul Bachy se montre quant à lui prudent face au résultat de ce sondage qu'il estime « pas mauvais en soi ». De son côté, Jean-Luc Warsmann se dit « indifférent [à ce sondage] » et soutient que « le problème de participation ne permet pas de tirer de conclusions » de celui-ci. Il estime en outre que « les résultats de ce sondage ne reflètent absolument pas la dynamique [qu'il] rencontre et [qu'il] constate chaque jour sur le terrain ».
À trois semaines des élections, L'Expansion publie son palmarès des régions les mieux gérées de France. Par rapport à 2004, la région Champagne-Ardenne perd sept rangs et se retrouve huitième alors qu'elle était classée première en 2004. Le mensuel retient que la région a augmenté les impôts et la dette pour mener une politique d'investissement qu'il juge ambitieuse. Le 22 février, Martine Aubry, première secrétaire du Parti socialiste vient soutenir Jean-Paul Bachy à Ay, dans la Marne. Le lundi 8 mars, c'est au tour du premier ministre François Fillon d'appuyer à Sainte-Menehould la liste UMP-Nouveau Centre régionale.

## Candidats
| Listes | Listes         | Marne               | Aube                     | Ardennes          | Haute-Marne           |
| ------ | -------------- | ------------------- | ------------------------ | ----------------- | --------------------- |
|        | LO             | Thomas Rose         | Pierre Bissey            | Nadia Octave      | Joëlle Bastien        |
|        | NPA-PG-LA      | Anthony Smith       | Mireille Brouillet       | Nordine Kadri     | Véronique Marchandier |
|        | Verts          | Raymond Joannesse   | Valérie Labarre          | Christophe Dumont | Patricia Andriot      |
|        | PS-PCF-PRG-MRC | Jacques Meyer       | Olivier Girardin         | Jean-Paul Bachy   | Roland Daverdon       |
|        | AEI            | Ghislain Wysocinski | Sébastien Fournillon     | Jean Pierrard     | Blandine Vue          |
|        | MoDem          | Nicolas Schmit      | Marie Grafteaux-Paillard | Jérôme Barré      | Céline Gromek-Parker  |
|        | UMP-NC         | Benoist Apparu      | Gérard Menuel            | Jean-Luc Warsmann | Sophie Delong         |
|        | FN             | Pascal Erre         | Bruno Subtil             | Eric Samyn        | Michel Perrin         |

## Sondages

### Premier tour
| Sondage     | Date            | Panel | LO   | NPA-PG | Verts    | PS-PCF | AEI        | MoDem              | UMP      | FN     | NSP |
| Sondage     | Date            | Panel | Rose | Smith  | Loiselet | Bachy  | Wysocinski | Grafteaux-Paillard | Warsmann | Subtil | NSP |
| ----------- | --------------- | ----- | ---- | ------ | -------- | ------ | ---------- | ------------------ | -------- | ------ | --- |
| Sondage     | Date            | Panel |      |        |          |        |            |                    |          |        | NSP |
| TNS-Sofres  | 4 mars 2010     | 700   | 5%   | 4%     | 11%      | 31%    | 1%         | 4%                 | 31%      | 10%    | 20% |
| Opinion-way | 22 février 2010 | 1006  | 4%   | 6%     | 13%      | 28%    | 5%         | 4%                 | 30%      | 10%    | 28% |

### Second tour
| Sondage    | Date            | Panel | PS-PCF | UMP      | FN     | NSP |
| Sondage    | Date            | Panel | Bachy  | Warsmann | Subtil | NSP |
| ---------- | --------------- | ----- | ------ | -------- | ------ | --- |
| Sondage    | Date            | Panel |        |          |        | NSP |
| TNS-Sofres | 4 mars 2010     | 700   | 53%    | 37%      | 10%    | 20% |
| TNS-Sofres | 4 mars 2010     | 700   | 57%    | 43%      | –      | 19% |
| OpinionWay | 22 février 2010 | 1006  | 49%    | 42%      | 9%     | 28% |
| OpinionWay | 22 février 2010 | 1006  | 55%    | 45%      | –      | 32% |

### Notoriété
En décembre 2009, selon un sondage LH2, seulement 20 % des habitants de Champagne-Ardenne citent spontanément
Jean-Paul Bachy lorsqu'on leur demande le nom de leur président de région. Cependant 64 % des habitants de Champagne-Ardenne, disent connaitre le Jean-Paul Bachy, après que l'institut LH2 ait cité son nom.

### Thèmes prioritaires
Le même sondage LH2 de décembre 2009 classe ainsi, en fonction du choix des personnes interrogées, les thèmes de campagne privilégiés par ces derniers :
- le financement et la mise en œuvre de la formation professionnelle et de l’apprentissage : 53 % ;
- le développement économique et l’aide aux entreprises : 49 % ;
- la protection de l’environnement et l’amélioration du cadre de vie : 48 % ;
- la construction et la rénovation des lycées : 19 % ;
- le développement des infrastructures de transports ferroviaires notamment TER : 16 % ;
- autre : 2 % ;
- ne se prononcent pas : 1 %.

## Résultats

### Régionaux
| Tête de liste  | Tête de liste            | Liste              | Premier tour | Premier tour | Second tour | Second tour | Sièges | Sièges |
| Tête de liste  | Tête de liste            | Liste              | #            | %            | #           | %           | #      | %      |
| -------------- | ------------------------ | ------------------ | ------------ | ------------ | ----------- | ----------- | ------ | ------ |
|                | Jean-Luc Warsmann        | UMP-NC             | 120 468      | 31,77        | 165 213     | 38,49       | 14     | 28,57  |
|                | Jean-Paul Bachy*         | PS-PCF-PRG-MRC     | 117 588      | 31,01        | 190 207     | 44,31       | 29     | 59,18  |
|                | Éric Loiselet            | Verts              | 32 163       | 8,48         | 190 207     | 44,31       | 29     | 59,18  |
|                | Bruno Subtil             | FN                 | 60 264       | 15,89        | 73 801      | 17,19       | 6      | 12,24  |
|                | Anthony Smith            | NPA-PG-Alternatifs | 18 448       | 4,87         |             |             |        |        |
|                | Marie Grafteaux-Paillard | MoDem              | 16 472       | 4,34         |             |             |        |        |
|                | Ghislain Wysocinski      | AEI                | 7 527        | 1,99         |             |             |        |        |
|                | Thomas Rose              | LO                 | 6 245        | 1,65         |             |             |        |        |
|                |                          |                    |              |              |             |             |        |        |
| Inscrits       | Inscrits                 | Inscrits           | 917 748      | 100,00       | 917 858     | 100,00      |        |        |
| Abstention     | Abstention               | Abstention         | 522 978      | 56,98        | 394 770     | 51,02       |        |        |
| Votants        | Votants                  | Votants            | 395 070      | 43,05        | 449 318     | 48,95       |        |        |
| Blancs et nuls | Blancs et nuls           | Blancs et nuls     | 15 595       | 3,95         | 20 097      | 4,47        |        |        |
| Exprimés       | Exprimés                 | Exprimés           | 379 175      | 96,05        | 429 221     | 95,53       |        |        |

* liste du président sortant

### Départementaux

#### Ardennes
| Tête de liste  | Tête de liste     | Liste              | Premier tour | Premier tour | Second tour | Second tour | Sièges | Sièges |
| Tête de liste  | Tête de liste     | Liste              | #            | %            | #           | %           | #      | %      |
| -------------- | ----------------- | ------------------ | ------------ | ------------ | ----------- | ----------- | ------ | ------ |
|                | Jean-Paul Bachy*  | PS-PCF-PRG-MRC     | 32 281       | 37,68        | 46 450      | 48,27       | 7      | 63,63  |
|                | Christophe Dumont | Verts              | 5 006        | 5,84         | 46 450      | 48,27       | 7      | 63,63  |
|                | Jean-Luc Warsmann | UMP-NC             | 27 980       | 32,66        | 35 784      | 37,19       | 3      | 27,27  |
|                | Eric Samyn        | FN                 | 11 620       | 13,56        | 13 997      | 14,55       | 1      | 9,09   |
|                | Nordine Kadri     | NPA-PG-Alternatifs | 3 962        | 4,62         |             |             |        |        |
|                | Jérôme Barre      | MoDem              | 2 451        | 2,86         |             |             |        |        |
|                | Nadia Octave      | LO                 | 1 224        | 1,43         |             |             |        |        |
|                | Jean Pierrard     | AEI                | 1 138        | 1,33         |             |             |        |        |
|                |                   |                    |              |              |             |             |        |        |
| Inscrits       | Inscrits          | Inscrits           | 196 431      | 100,00       | 196 408     | 100,00      |        |        |
| Abstention     | Abstention        | Abstention         | 108 062      | 55,01        | 96 476      | 49,12       |        |        |
| Votants        | Votants           | Votants            | 88 369       | 44,99        | 99 932      | 50,88       |        |        |
| Blancs et nuls | Blancs et nuls    | Blancs et nuls     | 2 707        | 3,06         | 3 701       | 3,70        |        |        |
| Exprimés       | Exprimés          | Exprimés           | 85 662       | 96,94        | 96 231      | 96,30       |        |        |

#### Aube
| Tête de liste  | Tête de liste            | Liste              | Premier tour | Premier tour | Second tour | Second tour | Sièges | Sièges |
| Tête de liste  | Tête de liste            | Liste              | #            | %            | #           | %           | #      | %      |
| -------------- | ------------------------ | ------------------ | ------------ | ------------ | ----------- | ----------- | ------ | ------ |
|                | Gérard Menuel            | UMP-NC             | 26 755       | 31,43        | 37 412      | 38,72       | 3      | 30,00  |
|                | Olivier Girardin*        | PS-PCF-PRG-MRC     | 24 621       | 28,93        | 40 727      | 42,15       | 6      | 60,00  |
|                | Valérie Labarre          | Verts              | 7 628        | 8,96         | 40 727      | 42,15       | 6      | 60,00  |
|                | Bruno Subtil             | FN                 | 15 079       | 17,72        | 18 479      | 19,13       | 1      | 10,00  |
|                | Marie Grafteaux-Paillard | MoDem              | 4 152        | 4,88         |             |             |        |        |
|                | Mireille Brouillet       | NPA-PG-Alternatifs | 3 750        | 4,41         |             |             |        |        |
|                | Sébastien Fournillon     | AEI                | 1 769        | 2,08         |             |             |        |        |
|                | Pierre Bissey            | LO                 | 1 363        | 1,60         |             |             |        |        |
|                |                          |                    |              |              |             |             |        |        |
| Inscrits       | Inscrits                 | Inscrits           | 201 066      | 100,00       | 201 371     | 100,00      |        |        |
| Abstention     | Abstention               | Abstention         | 112 246      | 55,83        | 100 257     | 49,79       |        |        |
| Votants        | Votants                  | Votants            | 88 820       | 44,17        | 101 114     | 50,21       |        |        |
| Blancs et nuls | Blancs et nuls           | Blancs et nuls     | 3 703        | 4,17         | 4 496       | 4,45        |        |        |
| Exprimés       | Exprimés                 | Exprimés           | 85 117       | 95,83        | 96 618      | 95,55       |        |        |

* liste du président sortant

#### Marne
| Tête de liste  | Tête de liste       | Liste              | Premier tour | Premier tour | Second tour | Second tour | Sièges | Sièges |
| Tête de liste  | Tête de liste       | Liste              | #            | %            | #           | %           | #      | %      |
| -------------- | ------------------- | ------------------ | ------------ | ------------ | ----------- | ----------- | ------ | ------ |
|                | Benoist Apparu      | UMP-NC             | 46 451       | 31,20        | 65 242      | 38,52       | 6      | 28,57  |
|                | Jacques Meyer*      | PS-PCF-PRG-MRC     | 43 595       | 29,28        | 74 825      | 44,17       | 12     | 57,14  |
|                | Raymond Joannesse   | Verts              | 14 332       | 9,63         | 74 825      | 44,17       | 12     | 57,14  |
|                | Pascal Erre         | FN                 | 23 914       | 16,06        | 29 318      | 17,31       | 3      | 14,29  |
|                | Nicolas Schmit      | MoDem              | 7 527        | 5,06         |             |             |        |        |
|                | Anthony Smith       | NPA-PG-Alternatifs | 7 470        | 5,02         |             |             |        |        |
|                | Ghislain Wysocinski | AEI                | 2 924        | 1,96         |             |             |        |        |
|                | Thomas Rose         | LO                 | 2 674        | 1,80         |             |             |        |        |
|                |                     |                    |              |              |             |             |        |        |
| Inscrits       | Inscrits            | Inscrits           | 379 357      | 100,00       | 379 308     | 100,00      |        |        |
| Abstention     | Abstention          | Abstention         | 224 641      | 59,22        | 202 559     | 53,40       |        |        |
| Votants        | Votants             | Votants            | 154 716      | 40,78        | 176 749     | 46,60       |        |        |
| Blancs et nuls | Blancs et nuls      | Blancs et nuls     | 5 829        | 3,77         | 7 364       | 4,17        |        |        |
| Exprimés       | Exprimés            | Exprimés           | 148 897      | 96,23        | 169 385     | 95,83       |        |        |

* liste du président sortant

#### Haute-Marne
| Tête de liste  | Tête de liste         | Liste              | Premier tour | Premier tour | Second tour | Second tour | Sièges | Sièges |
| Tête de liste  | Tête de liste         | Liste              | #            | %            | #           | %           | #      | %      |
| -------------- | --------------------- | ------------------ | ------------ | ------------ | ----------- | ----------- | ------ | ------ |
|                | Sophie Delong         | UMP-NC             | 19 282       | 32,40        | 26 823      | 40,10       | 2      | 28,57  |
|                | Roland Daverdon*      | PS-PCF-PRG-MRC     | 17 091       | 28,72        | 28 159      | 42,09       | 4      | 57,14  |
|                | Patricia Andriot      | Verts              | 5 197        | 8,73         | 28 159      | 42,09       | 4      | 57,14  |
|                | Michel Perrin         | FN                 | 9 651        | 16,22        | 11 916      | 17,81       | 1      | 14,29  |
|                | Véronique Marchandier | NPA-PG-Alternatifs | 3 266        | 5,49         |             |             |        |        |
|                | Céline Gromek-Parker  | MoDem              | 2 342        | 3,94         |             |             |        |        |
|                | Blandine Vue          | AEI                | 1 696        | 2,85         |             |             |        |        |
|                | Joëlle Bastien        | LO                 | 984          | 1,65         |             |             |        |        |
|                |                       |                    |              |              |             |             |        |        |
| Inscrits       | Inscrits              | Inscrits           | 140 894      | 100,00       | 140 860     | 100,00      |        |        |
| Abstention     | Abstention            | Abstention         | 78 029       | 55,38        | 69 323      | 49,21       |        |        |
| Votants        | Votants               | Votants            | 62 865       | 44,62        | 71 537      | 50,79       |        |        |
| Blancs et nuls | Blancs et nuls        | Blancs et nuls     | 3 356        | 5,34         | 4 639       | 6,48        |        |        |
| Exprimés       | Exprimés              | Exprimés           | 59 509       | 94,66        | 66 898      | 93,52       |        |        |

* liste du président sortant